# Varjenje TIG
Varjenje TIG (ang. Tungsten Inert Gas) oz. WIG (nem. Wolfram Inertgas) je različica elektroobločnega varjenja, kjer uporabljamo netaljivo volframovo elektrodo, ki se ne izrablja. Za zaščito vara pred atmosferskim onesnaženjem (oksidacijo) uporabljamo zaščitni plin, običajno žlahtne (inertne) pline, kot so na primer argon, helij itd. Dodajni material je običajno enake sestave kot material zvarjenca. Varilni aparat kot izvor konstantnega toka zagotavlja energijo, potrebno za vzpostavljanje in vzdrževanje električnega obloka, v katerem so kovinske pare ter visoko ioniziran plin. Postopek TIG največkrat uporabljamo za varjenje tankega nerjavnega jekla ter aluminijevih, magnezijevih in bakrovih zlitin. Postopek TIG omogoča varilcu večji nadzor nad zvarom kot varjenje po postopku MIG oziroma elektroobločno varjenje z oplaščenimi elektrodami, omogoča pa tudi močnejše in kakovostnejše zvare. Postopek TIG je zapletenejši, bistveno počasnejši in ga je v primerjavi z večino ostalih postopkov varjenja precej težje obvladati.

## Razvoj
Ko je leta 1800 Humphry Davy odkril električni oblok, se je postopoma razvijalo tudi elektroobločno varjenje. C. L. Coffin se je leta 1890 domislil varjenja v zaščitni atmosferi žlahtnih plinov, vseeno pa je bilo varjenje neželeznih kovin, kot npr. aluminija in magnezija, zelo težko še v začetku 20. stoletja. Omenjeni kovini namreč zelo hitro reagirata s kisikom v zraku, rezultat tega pa je porozen var, poln žlindre. Varjenje z oplaščenimi elektrodami se za te materiale ni najbolje obneslo, saj je bila zaščita vara pred onesnaženjem preslaba. Za rešitev težave so v začetku leta 1930 uporabili žlahtni plin v jeklenkah. Nekaj let kasneje se je za potrebe varjenja magnezija v letalski industriji pojavil postopek varjenja v zaščitnem plinu z enosmernim tokom.
Ta postopek so izpopolnili leta 1941. Zaradi uporabe volframove elektrode in helija kot zaščitnega plina je postal znan pod imenom heliarc oziroma TIG (angleško tungsten inert gas welding). Na začetku razvoja postopka se je volframova elektroda hitro pregrela, delci volframa pa so prešli v var kljub volframovi visoki temperaturi tališča. Za rešitev te težave so spremenili polariteto elektrode iz pozitivne v negativno. Ta sprememba pa je imela tudi negativne posledice, saj se na ta način ni dalo variti večine kovin, ki ne vsebujejo železa. Končno je razvoj aparatov, ki delujejo z izmeničnim varilnim tokom, omogočil stabilizacijo obloka ter zelo kakovostno varjenje aluminija in magnezija.
V naslednjih desetletjih se je razvoj postopka TIG nadaljeval. V podjetju skupine Linde so razvili vodno hlajen gorilnik TIG, ki je preprečil pregrevanje pri varjenju z visokimi tokovi. V petdesetih letih prejšnjega stoletja, ko je postopek TIG postajal vse bolj priljubljen, so nekateri uporabniki namesto precej dražjega argona in helija začeli uporabljati ogljikov dioksid. To pa se je izkazalo kot nesprejemljivo pri varjenju aluminija in magnezija zaradi slabše kakovosti vara. Danes se zaradi tega ogljikov dioksid pri postopku TIG uporablja zelo redko.
V letu 1953 so na osnovi postopka TIG razvili nov postopek, imenovan elektroobločno varjenje s plazmo. Postopek ponuja večji nadzor ter izboljšano kakovost vara z uporabo posebne šobe, ki zgosti oblok. Varjenje s plazmo je primerno predvsem za avtomatizirano oziroma robotsko varjenje, medtem ko je TIG primeren za ročno varjenje.

## Delovanje
Ročno varjenje po postopku TIG je najzahtevnejši postopek varjenja od vseh običajnih postopkov, ki se uporabljajo v industriji. Ker mora varilec vzdrževati kratko razdaljo obloka, je največ pozornosti treba posvetiti temu, da ne pride do stika med elektrodo in obdelovancem. Podobno kot pri plamenskem varjenju potrebuje varilec za uspešno delo obe roki. V eni drži gorilnik, s katerim segreva območje vara, v drugi pa dodajni material, s katerim zapolnjuje var.
Za vžig obloka potrebujemo visokofrekvenčni generator, podoben Teslovem transformatorju. Z gorilnikom se približamo obdelovancu, da je razdalje med vrhom elektrode in obdelovancem med 1,5–3 mm. Ko pritisnemo tipko na gorilniku, med elektrodo in obdelovancem preskoči iskra, ki omogoči brezkontaktno vzpostavitev obloka. 
Če s postopkom TIG varimo karoserijo avtomobila, ne smemo uporabiti visokofrekvenčnega vžiga zaradi možnosti poškodbe ali uničenja občutljivih elektronskih naprav, ki so vgrajene v avtomobilih. Prav tako moramo takrat odklopiti avtomobilski akumulator. Za ta primer obstajata še dva načina vzpostavitve električnega obloka med gorilnikom in obdelovancem. 
Prvi je podoben vžigu oplaščene elektrode, ko z vrhom elektrode popraskamo po obdelovancu ("scratch start") ter tako po odmiku elektrode vzpostavimo oblok. Slaba stran takega vžiga je onesnaženje tako elektrode kot področja zvara.
Drugi, boljši način vžiga je vžig z dotikom in odmikom elektrode (lift start). Pri tem načinu vžiga sta napetost in s tem tok ob dotiku elektrode z obdelovancem zelo zmanjšana, po dvigu elektrode pa se zvišata na normalno vrednost, potrebno za varjenje.
Ko je oblok vzpostavljen, varilec premika gorilnik s krožnimi gibi. Velikost krogov je odvisna od nastavljenega toka, premera elektrode ter debeline materiala, ki ga varimo. Vzdrževati je treba enakomerno razdaljo med elektrodo in obdelovancem ter hkrati premikati gorilnik počasi od že zvarjenega dela. Med varjenjem mora biti gorilnik nagnjen nazaj za približno 10–15°. Dodajni material dodajamo na zvar po potrebi.

### Varnost pri delu
Tako kot pri ostalih postopkih varjenja je ob neupoštevanju varnostnih ukrepov varjenje s postopkom TIG lahko nevarno. Varilci morajo nositi zaščitno delovno obleko, debele varilske zaščitne rokavice ter usnjene varilske predpasnike, da so zaščiteni pred vročino in plamenom. Ker pri postopku TIG ni dima, je oblok še intenzivnejši kot pri varjenju z oplaščenimi elektrodami, zato so varilci še bolj izpostavljeni poškodbam oči in kožnim opeklinam, ki so podobne opeklinam zaradi sončenja. Zaradi tega je obvezna uporaba zaščitnih varilskih mask z zatemnjenim steklom in UV-filtrom, ki ščiti predvsem obraz in oči. Novejše varilske maske uporabljajo tehnologijo tekočih kristalov, ki se samodejno zatemnijo, ko pričnemo z varjenjem. Za zaščito bližnjih sodelavcev je treba uporabiti premične zaščitne zavese oziroma paravane.
Varilci so zelo pogosto izpostavljeni nevarnim plinom, dimu in prašnim delcem, ki se razvijajo med varjenjem. Ker med varjenjem TIG ni dima, se zaradi razpada kisika zaradi zelo svetlega in močnega obloka v okoliškem zraku kot posledica ionizacije pojavi ozon. Zaradi močne svetlobe in toplote obloka se lahko pojavijo tudi strupeni plini zaradi zgorevanja ostankov čistil in topil. Čiščenje in razmaščevanje obdelovancev, ki jih bomo varili, se ne sme izvajati v bližini varjenja. Poskrbeti moramo tudi za ustrezno zračenje, da aerosoli čistil in topil ne pridejo v območje, kjer varimo.

### Uporaba
Čeprav se postopek TIG uporablja največ v letalski industriji, se dosti uporablja tudi na drugih področjih, predvsem za varjenje tankih, zlasti pa neželeznih materialov. Precej pogosto se uporablja v izdelavi vesoljskih plovil ali pri varjenju tenkostenskih cevi majhnih premerov, na primer pri izdelavi koles. S postopkom TIG dostikrat zavarijo tudi prvi korenski var pri varjenju cevovodov različnih premerov. Uporablja se tudi kot reparaturno varjenje v orodjarstvu, še posebej aluminijastih in magnezijevih delov.
Ker se raztaljen dodajni material ne prenaša z oblokom kot pri večini ostalih elektroobločnih postopkih varjenja, je varilcem na razpolago širok spekter različnih dodajnih materialov. Noben drug postopek ne omogoča varjenja toliko različnih materialov in zlitin kot ravno TIG. Pri elektroobločnem varjenju po ostalih postopkih lahko zaradi uparjanja prihaja do izgube nekaterih sestavin dodajnega materiala. To je še posebej izrazito pri elektrodah, ki vsebujejo krom in aluminij. Pri postopku TIG teh izgub materiala ni. Ker ima var popolnoma enako sestavo kot obdelovanec oziroma je po sestavi skoraj enak obdelovancu, so vari, izvedeni po postopku TIG, visoko odporni proti koroziji ter razpokam v daljšem časovnem obdobju. Zaradi tega je postopek TIG prva izbira pri kritičnih varih, na primer pri varjenju posod za izrabljeno jedrsko gorivo.

## Kakovost
Izkušen in dobro izurjen varilec lahko s postopkom varjenja TIG naredi boljše in kakovostnejše zvare kot z drugimi postopki, saj nam postopek TIG omogoča boljši nadzor nad celotnim varom. Najvišjo kakovost zvarov dosežemo z vzdrževanjem čistoče celotne opreme. Uporabljeni materiali morajo biti dobro razmaščeni, suhi in čisti, saj vse to vpliva na povečano poroznost in slabšo kakovost ter slabše mehanske lastnosti zvara. Za razmaščevanje lahko uporabimo alkohol ali podobna topila. Okside s površine aluminijastih obdelovancev lahko odstranimo mehansko s pomočjo žičnih ščetk iz nerjavnega jekla ali pa kemično. Rjo z jeklenih obdelovancev najprej odstranimo s peskanjem, ostanke peska pa s ščetkanjem z žično ščetko. Postopki čiščenja so še posebno pomembni, če bomo varili z enosmernim tokom in negativno polarizirano elektrodo. Če varimo z enosmernim tokom in pozitivno polarizirano elektrodo ali pa z izmeničnim tokom, smemo obdelovanec med varjenjem čistiti. Pri negativno polarizirani elektrodi obdelovanca ne čistimo. Da ne pride do vnosa nečistoč v varilno talino, moramo zagotoviti zadosten in enakomeren pretok zaščitnega plina, da lahko zaščitni plin zadovoljivo prekrije varilno talino in prepreči onesnaženje le-te z nečistočami iz atmosfere. V vetrovnih razmerah ali na prepihu moramo povečati pretok zaščitnega plina, kar povečuje ceno in s tem zmanjšuje uporabnost postopka izven zaprtih prostorov.
Na kakovost vara zelo vpliva tudi količina toplote, ki jo z oblokom dovajamo v območje zvara. Premalo dovedene toplote ali pa previsoka hitrost varjenja omejuje globino zvara in povzroča, da se kaplja taline širi, hkrati pa se povečuje možnost prekomerne penetracije vara v globino in brizganja taline. Če je obenem šoba gorilnika predaleč od taline, var postane porozen. Tak var ima slabe mehanske lastnosti. Če količina toplote preseže zmožnost volframove elektrode, se v varu lahko pojavijo delci volframa. To lahko preprečimo z zamenjavo tipa elektrode ali z izborom elektrode večjega premera. V primeru, da elektroda ni dobro zaščitena z zaščitnim plinom ali pa se varilec po nesreči z vrhom elektrode dotakne varilne taline, se elektroda poškoduje ali pa onesnaži. To je vzrok za pojav nestabilnega obloka, kar lahko odpravimo s ponovnim brušenjem konice volframove elektrode.

## Oprema
Za varjenje po postopku TIG potrebujemo naslednjo opremo: gorilnik za varjenje TIG s primerno volframovo elektrodo, varilni aparat za TIG kot vir konstantnega toka ter jeklenko oziroma vir zaščitnega plina.

### Gorilnik
Gorilnik TIG je lahko skonstruiran bodisi za ročno bodisi za avtomatsko varjenje. Hlajenje gorilnika je lahko zračno ali vodno. Gorilniki za ročno in avtomatsko varjenje TIG so podobno sestavljeni. Razlika je v predvsem v tem, da ima ročni gorilnik ročaj za držanje v roki, avtomatski pa nastavek za namestitev na stroj. Pri nekaterih ročnih gorilnikih je mogoče nastavljati kot med osjo ročaja in osjo volframove elektrode po želji in potrebi uporabnika. Zračno hlajenje je pogosteje pri nižjem varilnem toku do 200 A, vodno hlajenje pa se uporablja pri visokem varilnem toku do približno 600 A. Od varilnega aparata je po kablu do gorilnika speljan vodnik večjega preseka za varilni tok, krmilni vodniki in cev za zaščitni plin, pri vodno hlajenih gorilnikih pa še cevi za hladilno tekočino. Notranji kovinski deli gorilnika so izdelani iz trdih bakrovih zlitin ali pa iz medenine, zaradi dobre tokovne in toplotne prevodnosti. Volframova elektroda mora biti trdno vpeta na sredini gorilnika s pomočjo stročnice primerne velikosti. Odprtina okrog elektrode mora zagotavljati zadosten in enakomeren pretok zaščitnega plina. Velikost stročnice mora ustrezati premeru elektrode. Ohišje gorilnika je izdelano iz izolacijskega plastičnega materiala, odpornega na visoko temperaturo, služi pa zaščiti varilca pred visoko temperaturo ter udarom električnega toka. Velikost keramičnih šob je odvisna od želenega območja, ki ga želimo zaščititi z zaščitnim plinom. Velikost plinske šobe je odvisna od premera elektrode in mora imeti vsaj trikrat večji premer, kot je premer volframove elektrode. Varilec sam oceni, kako veliko šobo potrebuje za uspešno zaščito taline, po potrebi uporabi večjo ali manjšo šobo. Šoba mora biti izdelana iz ognjeodpornega materiala, običajno je izdelana iz posebne keramike. V ročaju gorilnika sta lahko poleg tipke za vžig obloka tudi tipki za povečevanje ali zmanjševanje velikosti varilnega toka.

### Varilni aparat
Varilni aparat predstavlja izvor konstantnega toka, kar pomeni, da je tok med varjenjem relativno konstanten, pa čeprav se razdalja pa tudi napetost med elektrodo in varjencem med delom nekoliko spreminjata. To je pomembno zaradi tega, ker s postopkom TIG varimo predvsem ročno ali pa polavtomatsko, zaradi česar je skoraj nemogoče vzdrževati enako razdaljo med elektrodo in varjencem. Če bi uporabljali vir s konstantno napetostjo, bi morali vzdrževati vedno enako razdaljo med elektrodo in varjencem, kar pa je pri ročnem varjenju TIG zelo težko oziroma skoraj nemogoče. Pri spremembi razdalje bi se drastično spreminjal varilni tok, s tem pa tudi temperatura obloka. Na ta način bi bilo varjenje zelo oteženo oziroma nemogoče.
Izbrana polariteta elektrode je pri postopku TIG odvisna predvsem od materiala, ki ga želimo variti. Če želimo variti jekla, nikelj, titan in podobne kovine, na aparatu nastavimo enosmerni varilni tok, z negativnim polom na elektrodi. Ta izbira je uporabna tudi za avtomatsko varjenje aluminija in magnezija, če kot zaščitni plin uporabimo helij. Negativno polarizirana elektroda oddaja elektrone, ki potujejo skozi oblok ter povzročajo termično ionizacijo zaščitnega plina ter s tem segrevanje materiala varjenca. Izbira enosmernega varilnega toka s pozitivno polarizirano elektrodo je manj pogosta, uporablja se predvsem za plitvejše vare, saj se v varjencu sprošča precej manj toplote. V tem primeru se zelo poveča temperatura elektrode. Da bi elektroda obdržala svojo obliko in trdnost, uporabimo v tem primeru debelejšo elektrodo. Ker je v tem primeru tok elektronov od varjenca proti elektrodi, tok ioniziranega zaščitnega plina pa od elektrode proti varjencu, se z vara čistijo oksidi in ostale nečistoče.
Za ročno varjenje aluminija in magnezija največkrat uporabimo izmenični varilni tok. Polariteta na elektrodi in varjencu se izmenično spreminja, kar zaščiti elektrodo pred preveliko temperaturo. V času, ko je elektroda pozitivno polarizirana, se iz vara dobro čistijo oksidi in nečistoče, med negativno polarizacijo elektrode pa se material varjenca pregreva globlje.
Nekatere izvedbe varilnih aparatov TIG omogočajo tudi nebalansiran izmenični varilni tok, kar pomeni, da lahko delež pozitivnega in negativnega dela vala v eni periodi spreminjamo. S tem dosežemo boljši nadzor nad segrevanjem varjenca in čiščenjem oksidov. Da nam pri zamenjavi polarizacije pri sinusni obliki izmeničnega toka ne ugaša oblok, skrbi vezje za visokofrekvenčni vžig, ki mora ves čas delovati, ali pa nastavimo izmenični varilni tok pravokotne oblike, kjer se polariteta v trenutku zamenja, oblok pa v tem času ne ugasne.

### Volframove elektrode
| ISO Oznaka | ISO Barva | AWS Oznaka | AWS Barva | Zlitina                         |
| ---------- | --------- | ---------- | --------- | ------------------------------- |
| WP         | zelena    | EWP        | zelena    | brez                            |
| WC20       | siva      | EWCe-2     | oranžna   | ~ 2 % cerijev oksid (CeO2)      |
| WL10       | črna      | EWLa-1     | črna      | ~ 1 % lantanov oksid (La2O3)    |
| WL15       | zlata     | EWLa-1.5   | zlata     | ~ 1,5 % La2O3                   |
| WL20       | sv. modra | EWLa-2     | modra     | ~ 2 % La2O3                     |
| WT10       | rumena    | EWTh-1     | rumena    | ~ 1 % torijev oksid (ThO2)      |
| WT20       | rdeča     | EWTh-2     | rdeča     | ~ 2 % ThO2                      |
| WT30       | vijolična |            |           | ~ 3 % ThO2                      |
| WT40       | oranžna   |            |           | ~ 4 % ThO2                      |
| WY20       | modra     |            |           | ~ 2 % itrijev oksid (Y2O3)      |
| WZ3        | rjava     | EWZr-1     | rjava     | ~ 0,3 % cirkonijev oksid (ZrO2) |
| WZ8        | bela      |            |           | ~ 0,8 % ZrO2                    |

Elektrode, ki se uporabljajo pri varjenju TIG, so izdelane iz volframa ali iz volframovih zlitin, ker ima od vseh kovin volfram najvišje tališče, 3695 K. Zato se elektroda med varjenjem ne izrablja, pojavi se le rahla erozija in delni odžig vrha elektrode.
Premer elektrod je lahko od 0,5 do 6,4 mm, dolžina pa od 75 do 610 mm. Veliko volframovih zlitin je standardiziranih za uporabo v varjenju TIG s strani Mednarodne organizacije za standardizacijo (ISO) in Ameriškega združenja varilcev (AWS).
V preglednici je prikazana večina standardnih zlitin.
- Elektrode iz čistega volframa (označene z WP ali EWP) so nizkocenovne elektrode. Imajo slabšo toplotno upornost in slabšo emisijo elektronov. Uporaba je omejena na varjenje TIG z izmeničnim tokom aluminija in magnezija.[14]
- Elektrode, ki v zlitini vsebujejo cerijev oksid, izboljšujejo stabilnost obloka, olajšajo vžig obloka ter imajo zmanjšan odžig.[15] Elektrode, ki vsebujejo cerij, niso radioaktivne.
- Elektrode, ki vsebujejo lantanov oksid, imajo podobne lastnosti. Dodatek 1 % lantana ima enak učinek kot dodatek 2 % cerija.
- Elektrode, ki vsebujejo torijev oksid, uporabljamo pri varjenju z enosmernim (DC) tokom, prenesejo višje temperature in zagotavljajo vse prednosti, ki jih imajo elektrode iz drugih zlitin. Torij je radioaktiven material. Ko brusimo vrh elektrode, moramo paziti, da ne vdihavamo prahu, ki nastaja med brušenjem, in uporabljati predpisane zaščitne maske. Kot nadomestek elektrod, ki vsebujejo torij, uporabljamo elektrode, ki imajo povečano vsebnost lantana. Več kot 0,6 % vsebnosti torija sicer ne izboljša vžiga elektrode, izboljša pa emisivnost elektronov. Večja vsebnost torija povečuje tudi odpornost volframa proti onesnaženju.
- Elektrode, ki vsebujejo cirkonijev oksid, imajo povečano tokovno zmogljivost, stabilnost obloka, olajšajo vžig ter podaljšujejo življenjsko dobo elektrode.

### Zaščitni plini
Kot pri ostalih postopkih varjenja v zaščitnem plinu, je tudi pri varjenju TIG potreben zaščitni plin, ki var ščiti pred škodljivimi vplivi plinov, ki so v zraku (npr. dušik in kisik), in povzročajo poroznost, krhkost ter poslabšajo taljivost materiala, če pridejo v stik z elektrodo, oblokom ali materialom, ki ga varimo. Zaščitni plin hkrati prenaša toploto iz volframove elektrode na varjenec, omogoča lažji vžig ter povečuje stabilnost obloka.
Izbor zaščitnega plina je odvisen od več dejavnikov, kot so vrsta materiala, ki ga želimo variti, oblika stika in želen končni izgled zvara. Najpogosteje se kot zaščitni plin pri varjenju TIG uporablja argon, ker preprečuje napake v zvaru pri različnih dolžinah obloka. Če ga uporabljamo pri varjenju TIG z izmeničnim tokom, dosežemo visoko kakovost in izgled zvara. Drugi pogost zaščitni plin je helij. Uporablja se za povečanje penetracije vara, povečanje hitrosti varjenja ter pri materialih z visoko toplotno prevodnostjo, kot so aluminij in baker ter njune zlitine. Slabi lastnosti helija sta otežena vzpostavitev obloka ter slabša kakovost vara, ki je povezana z različno dolžino obloka med varjenjem.
Pri varjenju TIG se kot zaščitni plin pogosto uporablja tudi mešanica argona in helija, saj omogoča povečan nadzor nad segrevanjem področja vara, hkrati pa obdrži vse prednosti čistega argona. Osnovni plin v taki mešanici je helij (pogosto okrog 75 % ali več), ostalo pa argon. Takšne mešanice povečajo hitrost varjenja ter kakovost zvarov pri varjenju aluminija z izmeničnim tokom, hkrati pa olajšajo vzpostavitev oziroma vžig obloka. Naslednja mešanica je iz argona in vodika, ki se uporablja za avtomatizirano varjenje tanjših nerjavnih materialov, vendar se zaradi vsebnosti vodika lahko pojavi poroznost. Prav tako je lahko argonu dodan dušik, ki povečuje globino penetracije vara pri varjenju bakra ter stabilizira avstenitna nerjavna jekla.
Zaradi povzročanja poroznosti in omejenih prednosti dušik ni ravno priljubljen dodatek v zaščitnem plinu.

## Materiali
Najpogosteje se varjenje po postopku TIG uporablja za varjenje nerjavnega jekla ter neželeznih materialov, kot sta aluminij in magnezij, lahko pa se uporablja za varjenje skoraj vseh kovinskih materialov, z izjemo svinca in cinka. Manj se uporablja pri varjenju ogljikovih jekel, ne zaradi tehnoloških omejitev postopka samega, ampak zaradi obstoja ostalih bolj ekonomičnih načinov elektroobločnega varjenja, recimo postopka MIG. S postopkom TIG lahko varimo skoraj v vseh položajih, kar je odvisno od znanja in izkušenj varilca.

### Aluminij in magnezij
Za varjenje aluminija in magnezija se najpogosteje uporablja izmenični varilni tok (AC TIG), mogoče pa je variti tudi z enosmernim varilnim tokom (DC TIG). Pred varjenjem moramo področje zvara dobro očistiti. Za povečanje globine penetracije vara ter hitrejše varjenje lahko aluminij predgrejemo na 175 do 200 °C in največ na 150 °C za debelejše obdelovance iz magnezija. Z uporabo izmeničnega toka dosežemo tako imenovani učinek samočiščenja zvara, kar odstrani aluminijev oksid (safir), ki se pojavi takoj, ko je aluminij izpostavljen kisiku iz zraka. Če uporabljamo izmenični varilni tok za varjenje aluminija, so elektrode bodisi iz čistega volframa ali pa tiste, ki vsebujejo cirkonijev oksid. Elektrod, ki vsebujejo torij, ne uporabljamo. Vrh elektrode za varjenje aluminija ne sme biti ošiljen, temveč rahlo top. Za varjenje tankega aluminija uporabljamo kot zaščitni plin čisti argon. Helij sicer omogoča globoko penetracijo vara pri debelejših obdelovancih, otežuje pa vžig oziroma vzpostavitev obloka.
Aluminij in magnezij lahko varimo tudi z enosmernim varilnim tokom ne glede na polarizacijo elektrode. Če je elektroda negativno polarizirana, dosežemo večjo penetracijo vara. V tem primeru običajno uporabimo argon kot zaščitni plin za varjenje aluminija. Pozitivno polarizirana elektroda se uporablja le, ko želimo doseči plitek var, še posebno pri varjenju tanjše aluminijaste pločevine, do debeline 1,6 mm. Elektroda, ki vsebuje torij, se uporablja izključno z argonom kot zaščitnim plinom.

### Jeklo
Za varjenje TIG ogljikovih in nerjavnih jekel je zelo pomembna izbira ustreznega dodajnega materiala, da preprečimo povečano poroznost vara. S površine dodajnega materiala in s površine področja varjenja na obdelovancu moramo odstraniti okside in to neposredno pred začetkom varjenja. Za čiščenje in razmaščevanje površine lahko uporabimo alkohol ali aceton.
Za mehka jekla, razen pri debelejših obdelovancih (več kot 25 mm), ni potrebno predogrevanje. Legirana jekla po potrebi predogrevamo, da upočasnimo proces ohlajanja zvarjenca in izključimo tvorbo neželene kristalne strukture materiala ter pojavljanja razpok v področju zvara. Avstenitna nerjavna jekla ni treba predogrevati, martenzitna in feritna nerjavna jekla pa zahtevajo predogrevanje. Običajno uporabljamo enosmerni varilni tok z negativno polarizirano elektrodo ter elektrode, ki vsebujejo torij. Vrh elektrode mora biti zbrušen v ostro konico. Za varjenje tanjših materialov kot zaščitni plin uporabljamo čisti argon, za debelejše pa mešanico helija in argona.

### Varjenje različnih kovin
Varjenje različnih kovinskih materialov predstavlja dodatne težave zaradi tega, ker se različne kovine težko zlijejo v dovolj močan spoj. Vseeno pa varimo različne kovine v mnogih primerih uporabe v proizvodnji, popravilu in zaščiti proti koroziji ter oksidaciji. Kot dodajni material uporabimo enak material, kot je eden od zvarjencev; primer je varjenje nerjavnega jekla z ogljikovim jeklom, kjer kot dodajni material uporabimo nerjavno jeklo. Pri varjenju jekla in litega železa pa kot dodajni material uporabimo nikelj, torej povsem drugačen material, kot sta zvarjenca. Če sta materiala, ki ju želimo zvariti, zelo različna, moramo na oba nanesti prevleko, ki je kompatibilna z določenim dodajnim materialom, šele nato ju lahko zvarimo skupaj. Poleg tega lahko s postopkom TIG navarjamo tudi različen dodajni material na obdelovanec.
Pri varjenju različnih materialov moramo med zvarjencema doseči ustrezno prileganje, s predpisano zračnostjo ter ustrezno poševno obdelanimi robovi obeh zvarjencev. Paziti moramo tudi, da ne talimo osnovnih materialov prekomerno. Za varjenje uporabljamo pulzirajoč varilni tok, s katerim lahko dobro nadziramo dovod toplote v var. Dodajni material moramo hitro dodajati v talino, paziti moramo tudi na velikost »luže« taline, da ne oslabimo osnovnega materiala v področju zvara.

## Različice postopka TIG

### Pulzno varjenje
V režimu pulzirajočega toka varilni tok izmenično pulzira med dvema prednastavljenima vrednostima. V času, ko ima tok višjo vrednost, se območje taline bolj segreje, v času, ko ima tok nižjo vrednost, pa se talina ohlaja in strjuje. Prednosti varjenja TIG s pulzirajočim varilnim tokom je zmanjšano pregrevanje varjenca in s tem posledično manjše deformacije ter zvijanje končnega izdelka. Ponuja tudi večji nadzor nad talino, omogoča globljo penetracijo vara, večjo hitrost varjenja pa tudi višjo kakovost vara. Sodobni varilni aparati TIG omogočajo številne nastavitve, ki varilcu olajšajo delo, hkrati pa povečujejo kakovost končnega izdelka.

### Pulzno varjenje z avtomatskim odmikanjem dodajnega materiala – Dabber
Postopek Dabber se uporablja za natančno navarjanje na tanke robove. Varimo s strojem, ki natančno posnema gibanja pri ročnem varjenju TIG z dodajanjem hladne žice dodajnega materiala. Žico »pomaka« oziroma z njo niha v talino vara. Sistem lahko uporabljamo sinhrono s pulziranjem varilnega toka. Tako lahko varimo cel spekter zlitin, vključno s titanovimi in nikljevimi, ravno tako pa tudi orodna jekla. Pogosto s tem načinom reparaturno varimo lopatice na motorjih reaktivnih letal, navarjamo zobe žaginih listov, rezkarje, svedre in rezila kosilnic.